# カンブレー二重結婚

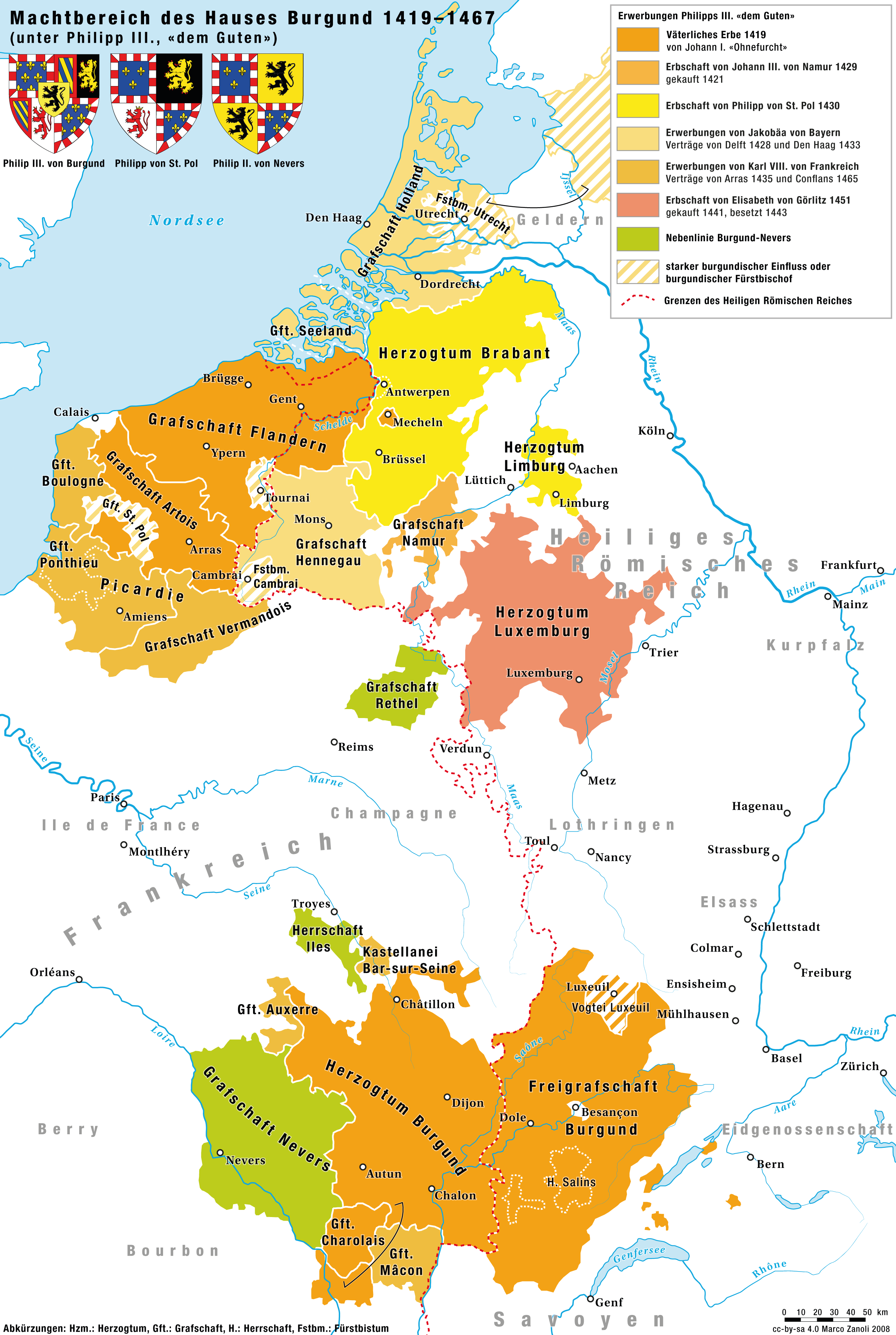
薄橙色：エノー、ホラント、ゼーラント
この3伯領は、最終的に1432年、ブルゴーニュ公フィリップ善良公が地位とともに継承し、公領に組み込まれた。

カンブレー二重結婚（蘭: Dubbelhuwelijk van Kamerijk）は、1385年4月12日にカンブレーにおいて挙行された、2組の夫婦の政略結婚のことである。ブルゴーニュ公国領の拡大政策において、重要な布石となった。

## 背景
フランス王ジャン2世の末息子であるフィリップ王子は、1363年にブルゴーニュ公領を与えられた。
さらに1369年、父王の死後フランス王となった長兄シャルル5世は、百年戦争においてフランス側の勢力を強めるため、イングランドのエドマンド王子とフランドル伯ルイ2世の娘マルグリット（フランドル女伯、ブルゴーニュ女伯等の称号と領地を有する）の婚約を破談に追い込み、彼女とフィリップを結婚させた。
その結果、フィリップは広大な領地を手にし、複合的諸侯領である「ブルゴーニュ公国」が誕生する。フィリップは「豪胆公/ル・アルディ」と渾名され、夫妻に生まれた9人の子のうち、7人が成人した。

## 概要

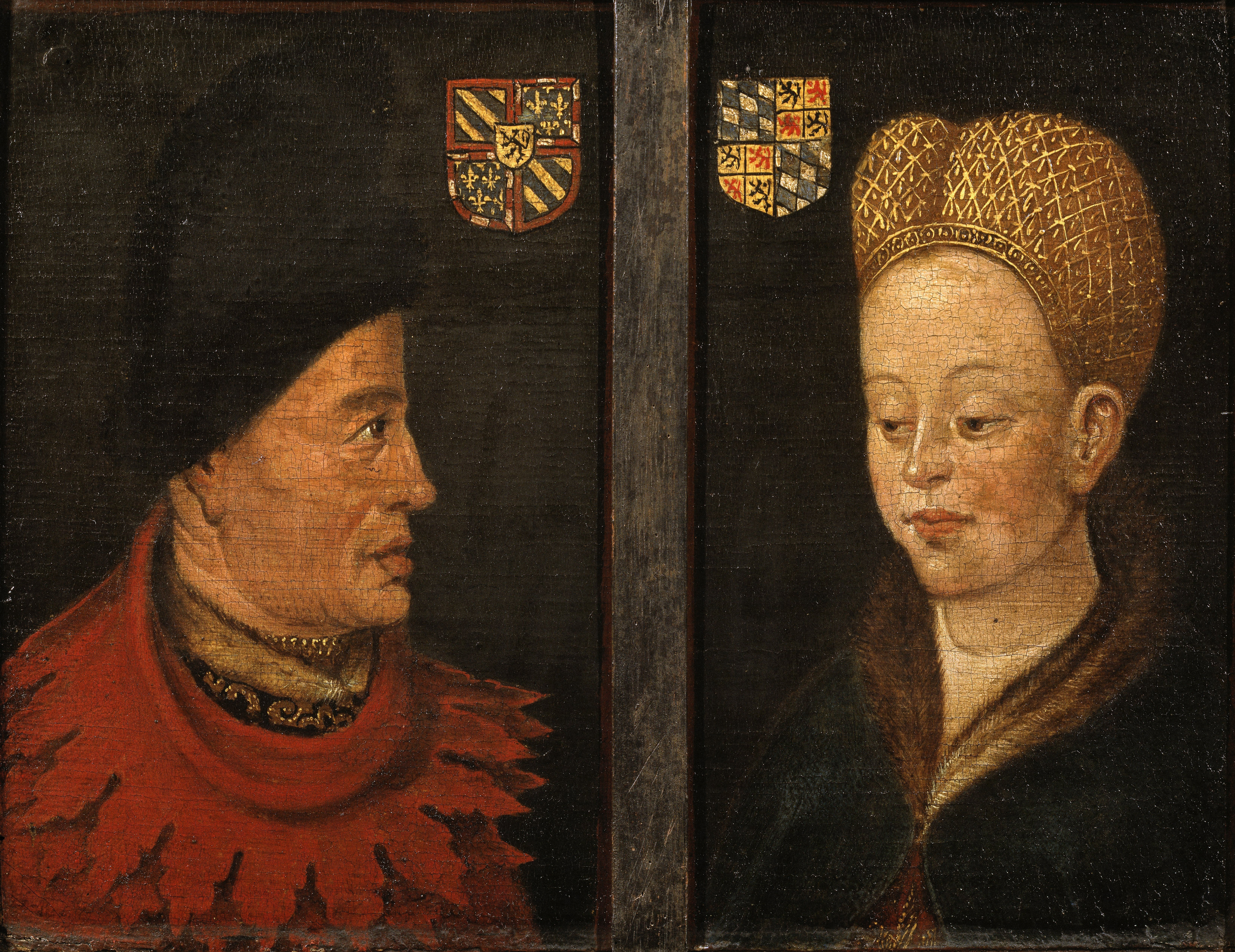
ジャン無怖公とマルグリット

二重結婚はヴァロワ＝ブルゴーニュ家と、エノー伯領・ホラント伯領・ゼーラント伯領の3伯領を所有するバイエルン公爵諸家（ヴィッテルスバッハ家）の分枝の一つシュトラウビンク＝ホラント家との間で結ばれた。
ブルゴーニュ公フィリップ豪胆公と、3伯領の領主であるバイエルン公アルブレヒト1世が、互いの子女を縁組させ、同盟関係を結んだのである。2組の夫婦は以下の通り。
- ブルゴーニュ公の長男ジャン（1371年 - 1419年）とバイエルン公の三女マルグリット（1363年 - 1423年）。
- ブルゴーニュ公の長女マルグリット（1374年 - 1441年）とバイエルン公の長男ヴィルヘルム2世（1365年 - 1417年）。

彼らの婚礼は欧州規模で注目された一大慶事となり、2万人を超える参列者が集まったという。ブルゴーニュ家側の兄妹の従兄にあたるフランス王シャルル6世も参列し、非常に贅を尽くした結婚披露宴が催され、祝宴は8日間続いた。

### 関係する人物の系図
|              |              |              |              | フィリップ豪胆公 | フィリップ豪胆公 | フィリップ豪胆公 | フィリップ豪胆公 | フィリップ豪胆公 | フィリップ豪胆公 |              |              | マルグリット | マルグリット | マルグリット | マルグリット | マルグリット | マルグリット |              |              |                  |              |              |              |              |              |              |              | アルブレヒト1世 | アルブレヒト1世 | アルブレヒト1世 | アルブレヒト1世 | アルブレヒト1世 | アルブレヒト1世 |                 |                 | マルガレーテ    | マルガレーテ    | マルガレーテ | マルガレーテ | マルガレーテ | マルガレーテ |           |           |           |           |  |  |
|              |              |              |              | フィリップ豪胆公 | フィリップ豪胆公 | フィリップ豪胆公 | フィリップ豪胆公 | フィリップ豪胆公 | フィリップ豪胆公 |              |              | マルグリット | マルグリット | マルグリット | マルグリット | マルグリット | マルグリット |              |              |                  |              |              |              |              |              |              |              | アルブレヒト1世 | アルブレヒト1世 | アルブレヒト1世 | アルブレヒト1世 | アルブレヒト1世 | アルブレヒト1世 |                 |                 | マルガレーテ    | マルガレーテ    | マルガレーテ | マルガレーテ | マルガレーテ | マルガレーテ |           |           |           |           |  |  |
|              |              |              |              |                  |                  |                  |                  |                  |                  |              |              |              |              |              |              |              |              |              |              |                  |              |              |              |              |              |              |              |                 |                 |                 |                 |                 |                 |                 |                 |                 |                 |              |              |              |              |           |           |           |           |  |  |
|              |              |              |              |                  |                  |                  |                  |                  |                  |              |              |              |              |              |              |              |              |              |              |                  |              |              |              |              |              |              |              |                 |                 |                 |                 |                 |                 |                 |                 |                 |                 |              |              |              |              |           |           |           |           |  |  |
|              |              |              |              |                  |                  |                  |                  |                  |                  |              |              |              |              |              |              | ジャン無怖公 | ジャン無怖公 | ジャン無怖公 | ジャン無怖公 | ジャン無怖公     | ジャン無怖公 |              |              | マルグリット | マルグリット | マルグリット | マルグリット | マルグリット    | マルグリット    |                 |                 |                 |                 |                 |                 |                 |                 |              |              | ヨハン3世    | ヨハン3世    | ヨハン3世 | ヨハン3世 | ヨハン3世 | ヨハン3世 |  |  |
|              |              |              |              |                  |                  |                  |                  |                  |                  |              |              |              |              |              |              | ジャン無怖公 | ジャン無怖公 | ジャン無怖公 | ジャン無怖公 | ジャン無怖公     | ジャン無怖公 |              |              | マルグリット | マルグリット | マルグリット | マルグリット | マルグリット    | マルグリット    |                 |                 |                 |                 |                 |                 |                 |                 |              |              | ヨハン3世    | ヨハン3世    | ヨハン3世 | ヨハン3世 | ヨハン3世 | ヨハン3世 |  |  |
|              |              |              |              |                  |                  |                  |                  |                  |                  |              |              |              |              |              |              |              |              |              |              |                  |              |              |              |              |              |              |              |                 |                 |                 |                 |                 |                 |                 |                 |                 |                 |              |              |              |              |           |           |           |           |  |  |
|              |              |              |              |                  |                  |                  |                  |                  |                  |              |              |              |              |              |              |              |              |              |              | フィリップ善良公 |              |              |              |              |              |              |              |                 |                 |                 |                 |                 |                 |                 |                 |                 |                 |              |              |              |              |           |           |           |           |  |  |
| アントワーヌ | アントワーヌ | アントワーヌ | アントワーヌ | アントワーヌ     | アントワーヌ     |                  |                  | マルグリット     | マルグリット     | マルグリット | マルグリット | マルグリット | マルグリット |              |              |              |              |              |              |                  |              |              |              |              |              |              |              |                 |                 |                 |                 | ヴィルヘルム2世 | ヴィルヘルム2世 | ヴィルヘルム2世 | ヴィルヘルム2世 | ヴィルヘルム2世 | ヴィルヘルム2世 |              |              |              |              |           |           |           |           |  |  |
| アントワーヌ | アントワーヌ | アントワーヌ | アントワーヌ | アントワーヌ     | アントワーヌ     |                  |                  | マルグリット     | マルグリット     | マルグリット | マルグリット | マルグリット | マルグリット |              |              |              |              |              |              |                  |              |              |              |              |              |              |              |                 |                 |                 |                 | ヴィルヘルム2世 | ヴィルヘルム2世 | ヴィルヘルム2世 | ヴィルヘルム2世 | ヴィルヘルム2世 | ヴィルヘルム2世 |              |              |              |              |           |           |           |           |  |  |
|              |              |              |              |                  |                  |                  |                  |                  |                  |              |              |              |              |              |              |              |              |              |              |                  |              |              |              |              |              |              |              |                 |                 |                 |                 |                 |                 |                 |                 |                 |                 |              |              |              |              |           |           |           |           |  |  |
| ジャン       | ジャン       | ジャン       | ジャン       | ジャン           | ジャン           |                  |                  |                  |                  |              |              |              |              |              |              |              |              |              |              | ジャクリーヌ     | ジャクリーヌ | ジャクリーヌ | ジャクリーヌ | ジャクリーヌ | ジャクリーヌ |              |              |                 |                 |                 |                 | ハンフリー      | ハンフリー      | ハンフリー      | ハンフリー      | ハンフリー      | ハンフリー      |              |              |              |              |           |           |           |           |  |  |
| ジャン       | ジャン       | ジャン       | ジャン       | ジャン           | ジャン           |                  |                  |                  |                  |              |              |              |              |              |              |              |              |              |              | ジャクリーヌ     | ジャクリーヌ | ジャクリーヌ | ジャクリーヌ | ジャクリーヌ | ジャクリーヌ |              |              |                 |                 |                 |                 | ハンフリー      | ハンフリー      | ハンフリー      | ハンフリー      | ハンフリー      | ハンフリー      |              |              |              |              |           |           |           |           |  |  |

## その後

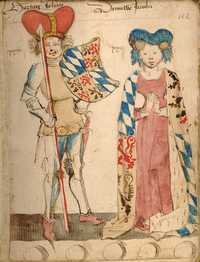
ヨハン3世とジャクリーヌ

この二重結婚による両家の血族関係の構築は、ブルゴーニュ家が相続権を請求する根拠となった。
アルブレヒト1世は1404年に、後継者のヴィルヘルム2世は1417年に、それぞれ逝去した。こうしてシュトラウビンク＝ホラント家の相続を巡り、ジャクリーヌとヨハン3世の間に「ネーデルラント継承問題」が生起した。
また百年戦争では、1419年9月、ジャン無怖公とシャルル王太子が和解しようとした矢先、王太子支持派によりジャン無怖公が殺害される。その結果、トロワ条約により、ブルゴーニュのフィリップ善良公はイングランドと組み（ブルゴーニュ派）、王太子を擁するアルマニャック派との対立が激化した。ところが、1422年にジャクリーヌがジャン4世との婚姻の無効（事実上の離婚）を認められ、グロスター公ハンフリーと再婚したため、イングランドとブルゴーニュの関係にも亀裂が入る。
1424年10月、イングランドに亡命していたジャクリーヌがハンフリーとともに帰還して、エノーを占領する。ここにフィリップ善良公とジャクリーヌの間で戦争が勃発する。
1425年2月にローマ教皇マルティヌス5世によりジャクリーヌとハンフリーの婚姻の無効（事実上の離婚）が宣言される。6月1日にフィリップはジャクリーヌを幽閉する。
1425年1月、ヨハン3世はフィリップ善良公を後継者に指名して逝去。ジャクリーヌの法的な夫ジャン4世がエノーを占領していたが、1427年4月に逝去する。
1428年7月、デルフトの和約が結ばれ、ジャクリーヌ側はフィリップ善良公に対し、エノー・ホラント・ゼーラントの3伯領の相続者としての資格を認めた。ハンフリーもジャクリーヌとの婚姻の無効を認め、ネーデルラントへの介入を諦めた。
1429年にジャンヌ・ダルクの登場で百年戦争の戦局は急転し、イングランドとブルゴーニュの関係も破綻する。1431年にフィリップ善良公はフランスと休戦する。
1432年、ジャクリーヌが約定を破って、フィリップの同意なくフランク・ファン・ボルセレとの再再婚に踏み切って叛乱を画策すると、フィリップ善良公は3伯領を占領。ジャクリーヌが3女伯の地位と領土を放棄したため、同地の帰属が確定した。
同地を巡る、各世代ごと総計140年に及ぶ紛争は釣り針とタラ戦争（英語: Hook and Cod wars）と呼ばれる。